# Dominic Unterweger
Dominic Unterweger (* 9. Mai 1999 in St. Johann in Tirol) ist ein österreichischer Biathlet. Seit 2023 startet er im Weltcup.

## Sportliche Laufbahn
Dominic Unterweger betreibt seit 2010 den Biathlonsport. Seine ersten großen internationalen Wettkämpfe lief er bei den Olympischen Jugendspielen 2016 in Lillehammer und erzielte als bestes Einzelergebnis Rang 19 im Verfolger. Weiterhin nahm er im Folgejahr an den Jugendweltmeisterschaften teil und erzielte mit Andreas Hechenberger und Magnus Oberhauser ein Top-10-Ergebnis in der Staffel. Von 2017 bis 2020 nahm der Tiroler ausnahmslos an Juniorenbewerben teil und klassierte sich in den meisten Einzelrennen im vorderen Mittelfeld. Im März 2020 erreichte er dann am Arber hinter Alex Cisar und Niklas Hartweg sein erstes Podest im IBU-Junior-Cup. Anfang 2021 gab Unterweger sein Debüt im IBU-Cup und erzielte am Arber mit den Rängen 33 und 29 sofort erste Ranglistenpunkte, mit der Staffel ging es unter die besten Zehn. Seine ersten Europameisterschaften verliefen nicht besonders erfolgreich, mit Anna Gandler sprang in der Single-Mixed-Staffel aber der achte Platz heraus. Den Winter 2021/22 bestritt der Österreicher komplett im IBU-Cup, bestes Ergebnis wurde Rang 15 im Massenstart 60 von Lenzerheide.

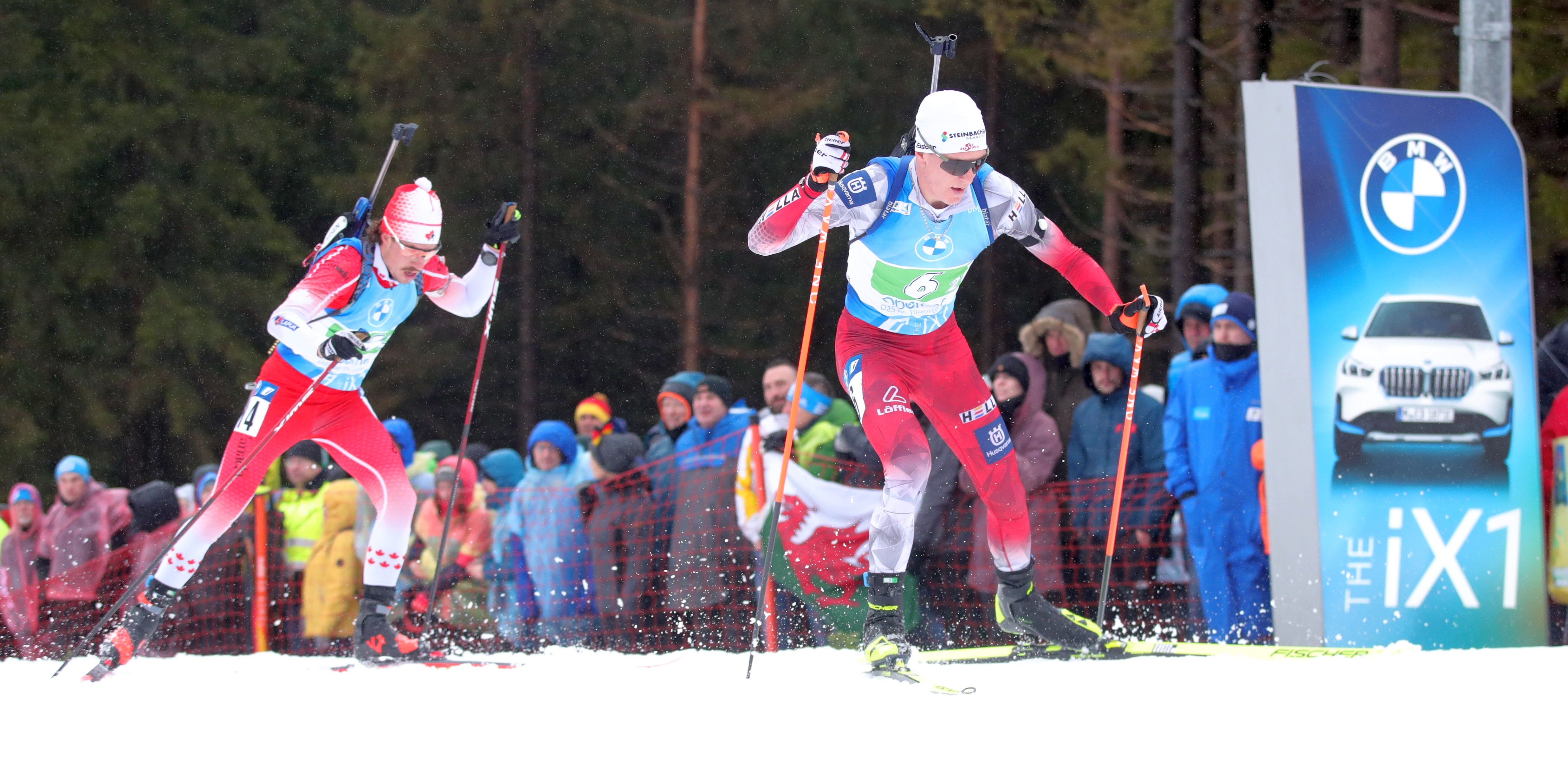
Unterweger während des WM-Staffelwettkampfes 2023, im Hintergrund Adam Runnalls

Im Sommer 2022 wurde Unterweger hinter David Komatz österreichischer Vizemeister im Einzel. Auch im Folgewinter lief Unterweger auf der zweithöchsten Rennebene und stellte gleich zu Beginn im Einzel von Idre mit Rang 7 seine Karrierebestleistung auf. Auch in Osrblie ging es unter die besten Zehn, an der Seite Kristina Oberthalers verpasste er sein erstes IBU-Cup-Podest um gut sieben Sekunden. Daraufhin gab er bei den Wettkämpfen von Ruhpolding als Ersatz für Felix Leitner seinen Einstand im Weltcup, wurde 83. des Einzels sowie 11. im Staffelrennen mit David Komatz, Simon Eder und Lucas Pitzer. In der Woche darauf lief er im Sprint von Antholz auf Rang 36, unterbot das Resultat im Verfolger mit Rang 27 erneut und erzielte damit seine ersten Weltcuppunkte. Bestes Ergebnis bei den nachfolgenden Europameisterschaften war Rang 5 mit Kristina Oberthaler in der Single-Mixed-Staffel. Seine ersten Weltmeisterschaften verliefen nicht wirklich erfolgreich, in Östersund sprang aber im März mit Eder, Komatz und Patrick Jakob ein ordentlicher Rang sechs in der Staffel heraus.
Aufgrund einer vorhergehenden Erkrankung lief Unterweger zu Beginn der Folgesaison zunächst im IBU-Cup. Mit dem Staffelwettkampf von Hochfilzen stieß er wieder zur Nationalmannschaft und erreichte Rang 8; verbessern konnten sich die Österreicher in Ruhpolding mit einem fünften Rang, wobei Unterweger als Startläufer eingesetzt wurde. Seine einzigen Weltcuppunkte gewann der Österreicher beim Saisonfinale in Canmore als 37. der Verfolgung, für die WM wurde er nicht nominiert.

## Persönliches
Unterweger lebt in Angath im Bezirk Kufstein und startet als einziger Athlet der erweiterten Nationalmannschaft für den Langlaufclub Region Angerberg.

## Statistiken

### Weltcupplatzierungen
Die Tabelle zeigt alle Platzierungen (je nach Austragungsjahr einschließlich Olympische Spiele und Weltmeisterschaften).
- 1.–3. Platz: Anzahl der Podiumsplatzierungen
- Top 10: Anzahl der Platzierungen unter den ersten zehn (einschließlich Podium)
- Punkteränge: Anzahl der Platzierungen innerhalb der Punkteränge (einschließlich Podium und Top 10)
- Starts: Anzahl gelaufener Rennen in der jeweiligen Disziplin
- Staffel: inklusive Mixed- und Single-Mixed-Staffeln

| Platzierung               | Einzel | Sprint | Verfolgung | Massenstart | Staffel | Gesamt |
| ------------------------- | ------ | ------ | ---------- | ----------- | ------- | ------ |
| 1. Platz                  |        |        |            |             |         |        |
| 2. Platz                  |        |        |            |             |         |        |
| 3. Platz                  |        |        |            |             |         |        |
| Top 10                    |        |        |            |             | 6       | 6      |
| Punkteränge               |        | 1      | 2          |             | 8       | 11     |
| Starts                    | 4      | 7      | 3          |             | 8       | 22     |
| Stand: Saisonende 2023/24 |        |        |            |             |         |        |

### Weltcupwertungen
Ergebnisse bei Weltcups (Disziplinen- und Gesamtweltcup) gemäß Punktesystem.
| Saison  | Einzel | Einzel | Sprint | Sprint | Verfolgung | Verfolgung | Massenstart | Massenstart | Gesamt | Gesamt |
| Saison  | Platz  | Punkte | Platz  | Punkte | Platz      | Punkte     | Platz       | Punkte      | Platz  | Punkte |
| ------- | ------ | ------ | ------ | ------ | ---------- | ---------- | ----------- | ----------- | ------ | ------ |
| 2022/23 | –      | –      | 82.    | 5      | 61.        | 14         | –           | –           | 76.    | 19     |
| 2023/24 | –      | –      | –      | –      | 74.        | 4          | –           | –           | 86.    | 4      |

### Biathlon-Weltmeisterschaften
Ergebnisse bei den Weltmeisterschaften:
| Weltmeisterschaften | Weltmeisterschaften | Einzelwettbewerbe | Einzelwettbewerbe | Einzelwettbewerbe | Einzelwettbewerbe | Staffelwettbewerbe | Staffelwettbewerbe | Staffelwettbewerbe |
| Jahr                | Ort                 | Einzel            | Sprint            | Verfolgung        | Massenstart       | Herrenstaffel      | Mixedstaffel       | S.-M.-Staffel      |
| ------------------- | ------------------- | ----------------- | ----------------- | ----------------- | ----------------- | ------------------ | ------------------ | ------------------ |
| 2023                | Oberhof             | 60.               | 59.               | 44.               | –                 | 14.                | –                  | –                  |

### Jugend-/Juniorenweltmeisterschaften
Unterweger nahm bis 2018 an den Jugend-, ab 2019 an den Juniorenwettkämpfen teil.
| Weltmeisterschaften | Weltmeisterschaften | Einzelwettbewerbe | Einzelwettbewerbe | Einzelwettbewerbe | Herrenstaffel |
| Jahr                | Ort                 | Einzel            | Sprint            | Verfolgung        | Herrenstaffel |
| ------------------- | ------------------- | ----------------- | ----------------- | ----------------- | ------------- |
| 2017                | Osrblie             | 22.               | 51.               | 34.               | 9.            |
| 2018                | Otepää              | 14.               | 25.               | 40.               | –             |
| 2019                | Osrblie             | 42.               | 51.               | 46.               | 16.           |
| 2020                | Lenzerheide         | –                 | 78.               | –                 | –             |
| 2021                | Obertilliach        | 64.               | 27.               | 18.               | 15.           |